# Małgorzata Wojtkowska
Małgorzata Wojtkowska – polska chemik, doktor habilitowana nauk technicznych. Specjalizuje się w chemii środowiska oraz technologii wody i ścieków. Profesor nadzwyczajny na Wydziale Instalacji Budowlanych, Hydrotechniki i Inżynierii Środowiska Politechniki Warszawskiej.

## Życiorys
Studia z chemii ukończyła na Uniwersytecie Warszawskim w 1982. Doktoryzowała się w 1997 na podstawie pracy pt. Migracja i akumulacja metali ciężkich w wodach Jeziora Zegrzyńskiego (promotorem pracy był prof. Zbigniew Szperliński). Habilitowała się w 2014 na podstawie oceny dorobku naukowego i rozprawy Rola specjacji w ocenie mobilności metali ciężkich w płynących wodach powierzchniowych. Pracuje jako profesor nadzwyczajny w Zakładzie Informatyki i Badań Jakości Środowiska Wydziału Instalacji Budowlanych, Hydrotechniki i Inżynierii Środowiska Politechniki Warszawskiej. Prowadzi zajęcia m.in. z chemii środowiska.
Artykuły publikowała m.in. w takich czasopismach jak: "Environment Protection Engineering", "Journal of Hazardous Materials" oraz "Ecological Chemistry and Engineering A".